# Scytodes sansibarica
Scytodes sansibarica är en spindelart som beskrevs av Embrik Strand 1907. Scytodes sansibarica ingår i släktet Scytodes och familjen spottspindlar. Inga underarter finns listade i Catalogue of Life.